# Robert Rauschenberg

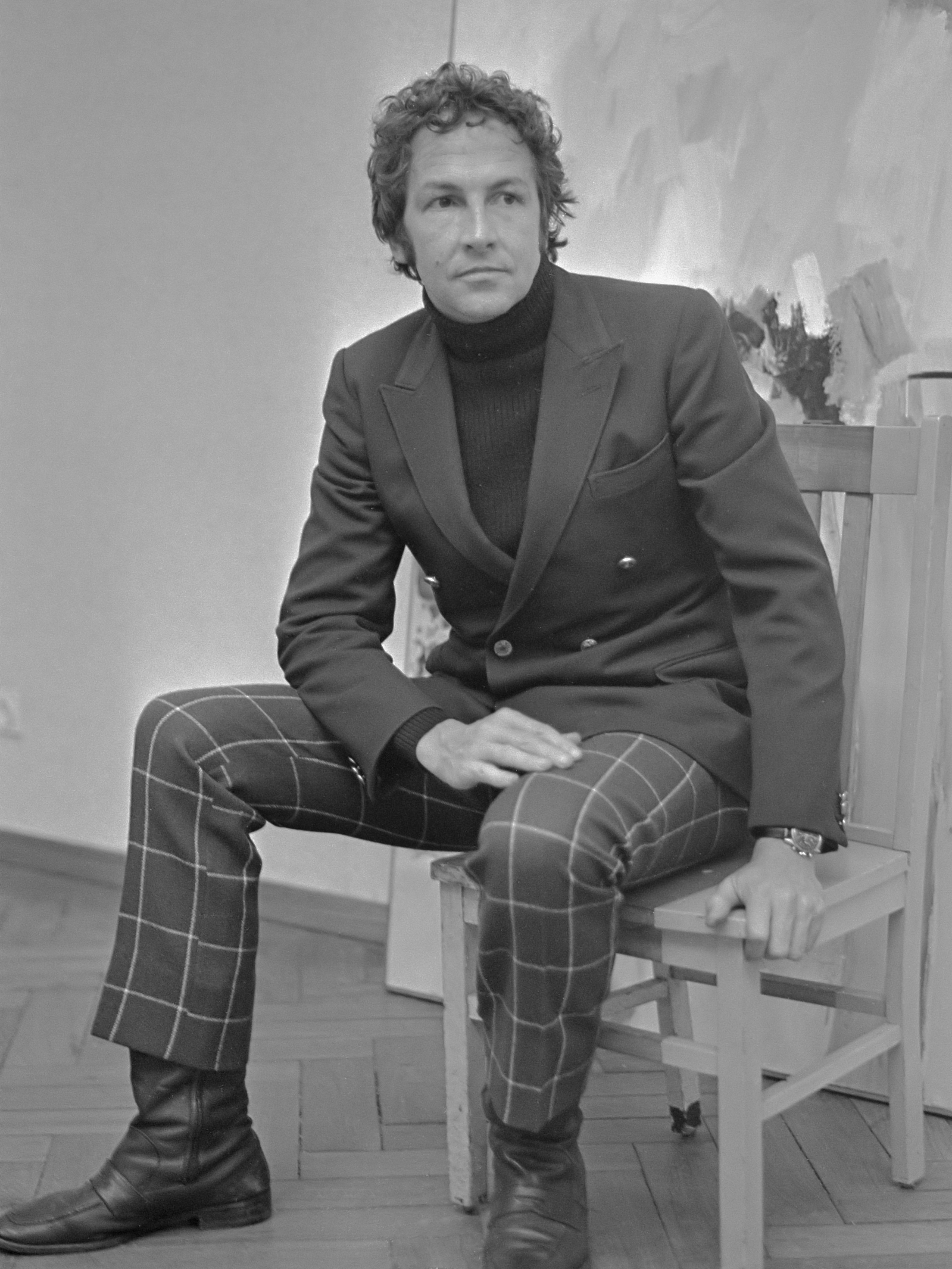
Robert Rauschenberg 1968.

Riding Bikes, 1998, Berlin.

Robert Rauschenberg, ursprungligen Milton Ernest Rauschenberg, född 22 oktober 1925 i Port Arthur, Texas, död 12 maj 2008 på Captiva Island i Lee County, Florida, var en amerikansk konstnär.

## Biografi
Robert Rauschenberg började 1948 studera vid Black Mountain College i North Carolina tillsammans med Josef Albers, och fortsatte därefter vid Art Students League. Efter resor i Italien och vistelser i Casablanca i Marocko och Paris, slog han sig ned i New York. Från 1955 ritade han dekor och dräkter för Merce Cunningham Dance Company.
Rauschenberg var påverkad av dadaisterna, surrealisterna och Willem de Kooning och inspirerad av kompositören John Cage. Han bidrog tillsammans med, men oberoende av, Jasper Johns till att revolutionera det amerikanska måleriet efter den abstrakta expressionismen.  
Han var fortsatt verksam till hög ålder och arbetade även med silkscreen och fotografiska tekniker samt utförde en serie teckningar till Dantes Inferno. Han erhöll guldmedalj vid Venedigbiennalen 1964.

## Combines
"Combines" var en term som användes av Robert Rauschenberg med hänsyftning på platta eller tredimensionella, upphittade föremål vilka införlivades, som i ett collage, med en målning. Han skapade ett antal sådana mellan 1954 och 1964, till exempel Rebus (1955), Monogram (1959; "Geten med bildäcket" på Moderna museet i Stockholm) och Trofé II (1960-1961), och dessa anses både ha anknutit till surrealismen och förebådat popkonsten. Rauschenberg är representerad vid bland annat Göteborgs konstmuseumoch Moderna museet.